# کوتوبدیا
کوتوبدیا (به لاتین: Kutubdia) یک منطقهٔ مسکونی در بنگلادش است که در ناحیه کاکس‌بازار واقع شده‌است. کوتوبدیا ۲۱۵٫۸ کیلومتر مربع مساحت و ۱۲۵٬۲۷۹ نفر جمعیت دارد.